# Panzerzug Hallerczyk
Der Panzerzug Hallerczyk war ein improvisierter polnischer Panzerzug aus der Zeit des Polnisch-Tschechoslowakischen Grenzkrieges 1919 und wurde auch im Polnisch-Sowjetischen Krieg von 1919 bis 1921 eingesetzt.

## Geschichte
Am 30. November 1918 wurde der Panzerzug L.2 Hallerczyk in Krakau aufgestellt. Die Lokomotive und Wagen bestanden aus verschiedenen Teilen von ehemaligen österreich-ungarischen Schienenfahrzeugen und Panzerzügen. Dem General Józef Haller von Hallenburg zu Ehren erhielt der Panzerzug den Namen Hallerczyk.

## Technische Daten
Die erste verwendete Lokomotive des Panzerzuges Hallerczyk war eine Personenzug-Tenderlokomotive der k.k. österreichischen Staatsbahnen (kkStB). Diese wurde in der Lokomotivfabrik der StEG hergestellt und führte die Nummer 229.85. Nach dem Ersten Weltkrieg ging die Lokomotive in den Bestand des polnischen Verkehrsministeriums über. Die Panzerung wurde in den polnischen Maschinen- und Waggonfabriken in Krakau angebracht. Die verwendeten Panzerplatten hatten eine Stärke von 10–15 Millimeter und schützten einen Großteil der Räder und des Laufmechanismus. Die Tür, der Schornstein und der obere Teil des Kessels hatten vermutlich keine Panzerung. Als die Wehrmacht die Lokomotive 1939 erbeutete, den Panzerzug gab es schon nicht mehr, ging sie in den Bestand der Reichsbahn über mit der Bezeichnung 75 859 und fuhr bis 1945. Danach übernahm die polnische Staatsbahn (PKP) die Lokomotive mit der Bezeichnung OKl12-12.
Über die zweite verwendete Lokomotive gehen – aufgrund der sehr ähnlichen Bauart und durch die zusätzlich genutzte Panzerung – die Meinungen auseinander. Sehr wahrscheinlich ist jedoch, dass es sich um eine Güterzuglokomotive der Bauart G 5.4 handelt. Genauere Daten konnten jedoch noch nicht ermittelt werden.

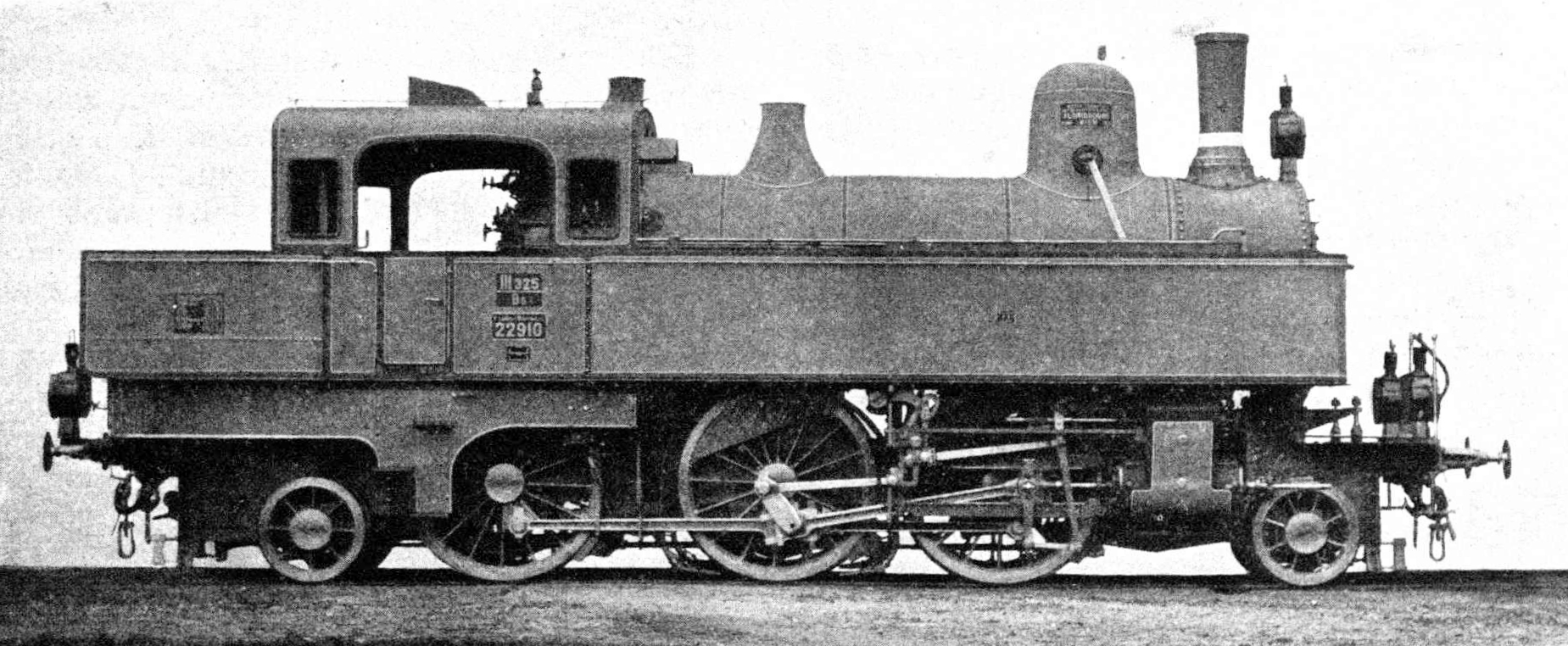
Tenderlokomotive vom Typ kkStB 229
Güterzuglokomotive vom Typ Preußische G 5.4

## Einsatz

### Polnisch-Tschechoslowakischer Grenzkrieg
Am 30. Januar 1919 war der Panzerzug Hallerczyk in Chybie stationiert und erhielt den Befehl, in das von tschechoslowakischen Truppen besetzte Pruchna aufzubrechen und den Oberstleutnant Stanisław Springwald zu unterstützen. Um den Rückzugsweg abzudecken, wurde einer der Angriffswagen abgekoppelt und patrouillierte mit Hilfe einer ungepanzerten Lokomotive zwischen dem Bahnhof von Chybie und dem Panzerzug Hallerczyk. Etwas außerhalb der Ortschaft Drogomyśl, wo die 1000 Soldaten von Springwald stationiert waren, geriet der Angriffswagen in ein Gefecht mit einer tschechoslowakischen Patrouille. Diese zerstreute sich recht schnell aufgrund des Maschinengewehr- und Granatfeuers. Kurze Zeit später tauchte der tschechoslowakischen Panzerzug Brno auf und gab insgesamt 20 Schüsse auf den Angriffswagen ab. Lokomotive und Angriffswagen wurden schwer beschädigt und zogen sich nach Zebrzydowice zurück.
Nach der Ankunft des Angriffswagens in Zebrzydowice wurde dieser trotz seiner Beschädigung wieder an den Panzerzug angekoppelt. Danach bewegte sich der nun wieder komplette Panzerzug Hallerczyk auf den Bahnhof Pruchna zu, wo dieser auf das dort stationierte tschechoslowakische Infanteriebataillon traf. Dieses musste sich durch das Dauerfeuer vom Panzerzug zurückziehen. Während der Besetzung des Bahnhofes wurden zwei tschechoslowakische Soldaten getötet und sieben weitere gefangen genommen. Nach der Eroberung wurde eine Verfolgung der Truppen zu Fuß eingeleitet, wobei zwei weitere Gefangene genommen wurde. Nach der Rückkehr der Infanterie begann eine tschechoslowakische Artilleriebatterie mit dem Beschuss des Panzerzuges aus der Nähe des Dorfes Pruchna. Der Panzerzug erwiderte umgehend das Feuer, musste sich jedoch aufgrund des zu starken Beschusses in Richtung Czechowice-Dziedzice zurückziehen. Um 16 Uhr traf der Panzerzug dort ein und fuhr bereits um 19 Uhr weiter in Richtung Drogomyśl. Dort sollte erneut der Oberstleutnant Springwald bei einer Patrouille auf der Eisenbahnstrecke in Richtung Chybie unterstützt werden.
Nach der Rückkehr nach Drogomyśl wurde der Panzerzug über die Unterzeichnung eines 24-Stunden-Waffenstillstands unterrichtet und sämtliche Kampfhandlungen wurden eingestellt. Um 2 Uhr morgens kehrte der Panzerzug nach Dziedzice zurück. Am 1. Februar wurde der Waffenstillstand um weitere 24 Stunden und dann für weitere Tage bis zum 7. Februar verlängert. Während dieser Zeit stand der Panzerzug in Dziedzice und wurde gewartet und repariert.

### Polnisch-Sowjetischer Krieg
Am 7. Februar setzte sich der Panzerzug auf Befehl des Generalbezirkskommandos in Krakau nach Radymno in Bewegung. Nach der dortigen Ankunft fuhr er weiter bis nach Wolhynien. Hier unterstützte er Kämpfe gegen Symon Petliura und seine Truppen. Weiterhin wurde der Panzerzug auch in Operationen und Kämpfen an der oberschlesischen Grenze eingesetzt. Während dieser Zeit war der Kommandant des Panzerzuges der zukünftige Professor für polnische Studien Stanisław Pigoń. Ein weiteres Besatzungsmitglied war der spätere Kommandeur einer Brigade, Jarosław Dąbrowski.
Im Juli 1920 wurde der Panzerzug fast vollständig zerstört, nach kurzer Zeit jedoch neu aufgestellt und mit einer neuen Lokomotive und Wagen wieder aufgebaut. Nach Aufstellung wurde der Panzerzug erneut zum Kampf gegen die Rote Armee geschickt. Am 13. November 1920 überreichte eine Delegation des Zugpersonals unter der Leitung von Artilleriehauptmann Antoni Policzkiewicz dem Oberbefehlshaber Józef Piłsudski die Banner und Gefangene des sowjetischen 157. Infanterieregiments. Diese wurden vom Panzerzug Hallerczyk während der Kämpfe um Pińsk erbeutet und gefangen genommen. Nach dem Ende des Krieges wurde der Panzerzug Hallerczyk kaum noch eingesetzt und im August 1921 endgültig aufgelöst.

## Soldaten des Zuges
Zur Besatzung des Zuges vor 1920 gehörten zu den 12 Offizieren, 2 Kadetten, 90 Soldaten, 2 Fahrern und 2 Fahrerassistenten unter anderem:
- Zugkommandant: Stanisław Pigoń
- Infanteriekommandant: Hauptmann Cossack

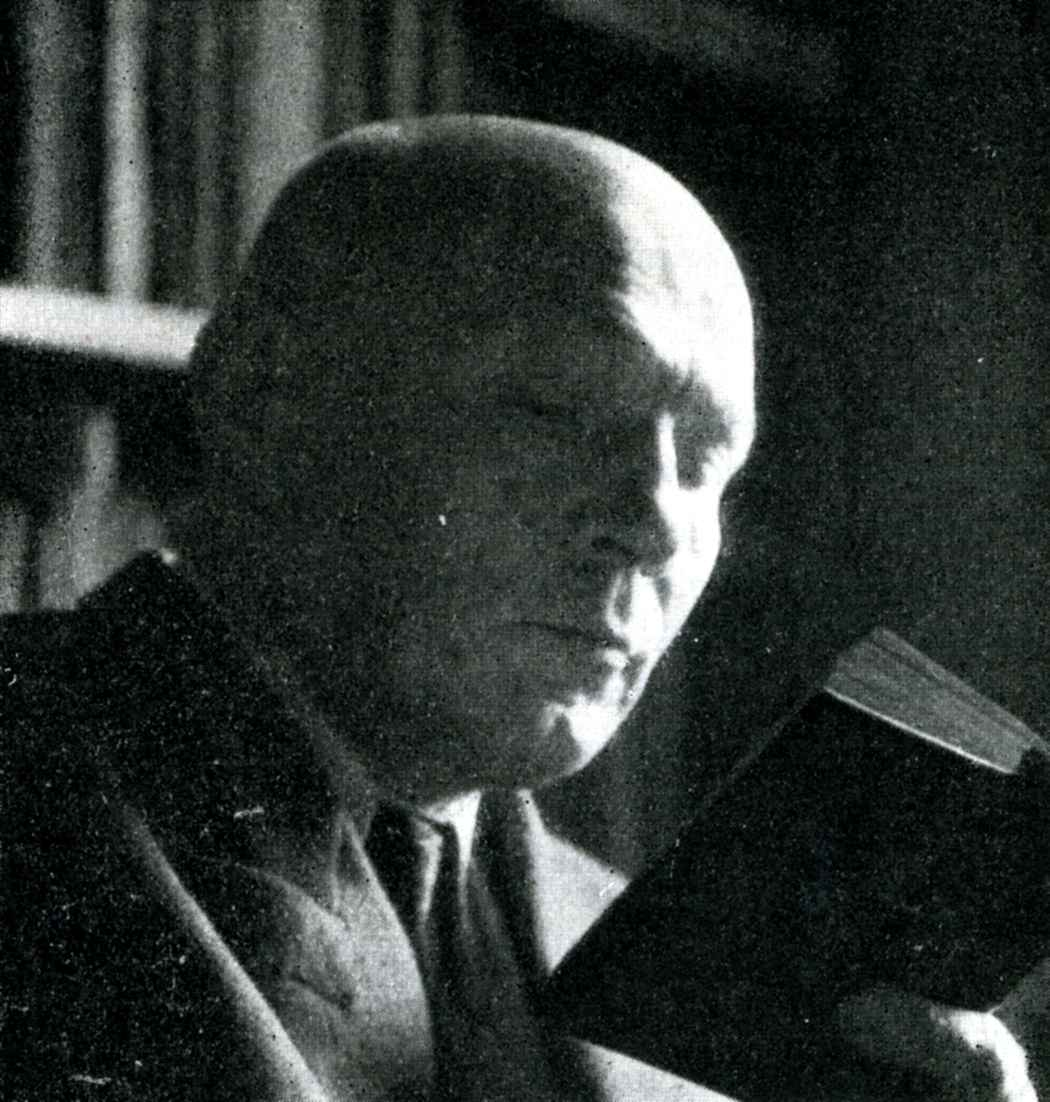
Stanisław Pigoń

Zur Besatzung des Zuges nach 1920 gehörten unter anderem:
- Zugkommandant: Hauptmann Antoni Policzkiewicz
- Arzt Leutnant Kazimierz Paprocki
- Sanitärbeauftragter Leutnant Jerzy Wusatowski
- Besatzungsoffizier: Oberleutnant Roman Leśnikowski

## Zugzusammensetzung
Der erste Panzerzug Hallerczyk setzte sich aus folgenden Wagen zusammen:
- 1 × Panzerdampflokomotive vom Typ kkStB 229
- 3 × Sturmwagen für Infanterie mit 15 Maschinengewehren
- 4 × Artilleriewagen mit 8-cm-Kasemattengeschützen vom Typ M.94
- 2 × Pdks-Plattformwagen, jeweils an den Enden des Zuges mit Material für die Gleisreparatur

## Gedenkplakette
Zum Gedenken an den Einsatz des Panzerzuges und seiner Besatzung und zum Zeichen der Zugehörigkeit wurde ein Abzeichen gefertigt. Es hatte die Abmessungen von 25 × 37 mm, bestand aus 0,8 mm dickem Blech, welches aus Weißmetall oder Silber bestand. In der Mitte des Abzeichens befand sich eine Ritterrüstung mit zwei gekreuzten Schwertern vor dem Hintergrund eines Ovals aus Rüstungsschuppen. Unter der Rüstung mit Schwertern gab es eine zweizeilige Inschrift mit den Zahlen 1918–20 in der ersten Reihe und P.P.L. 4 in der zweiten Reihe. Unterhalb des Ovals befand sich auf einem geschwungenen Band die Inschrift Hallerczyk.